# Koji Noda
Koji Noda (野田 紘史, Noda Koji) est un footballeur japonais né le 17 août 1986 à Kurume.

## Biographie
Il joue 31 matchs en première division japonaise avec les clubs des Urawa Red Diamonds et du Ventforet Kōfu.